# Racquetball na Igrzyskach Ameryki Południowej 2018
Racquetball na Igrzyskach Ameryki Południowej 2018 odbywał się w dniach 27 maja – 3 czerwca 2018 roku w Complejo Polifuncional de Sarco w Cochabamba. Rywalizacja odbywała się w sześciu konkurencjach zarówno indywidualnych, jak i drużynowych.

## Podsumowanie

### Klasyfikacja medalowa
| Klasyfikacja medalowa | Klasyfikacja medalowa | Klasyfikacja medalowa | Klasyfikacja medalowa | Klasyfikacja medalowa | Klasyfikacja medalowa |
| --------------------- | --------------------- | --------------------- | --------------------- | --------------------- | --------------------- |
| Miejsce               | Reprezentacja         | Złoto                 | Srebro                | Brąz                  | Razem                 |
| 1                     | Boliwia               | 3                     | 3                     | 1                     | 7                     |
| 2                     | Argentyna             | 3                     | 0                     | 0                     | 3                     |
| 3                     | Kolumbia              | 0                     | 3                     | 3                     | 6                     |
| 4                     | Ekwador               | 0                     | 0                     | 5                     | 5                     |
| 5                     | Chile                 | 0                     | 0                     | 3                     | 3                     |
| Razem                 | Razem                 | 6                     | 6                     | 12                    | 24                    |

### Medaliści
| Konkurencja    | 1. miejsce                                                                  | 2. miejsce                                                                  | 3. miejsce |           |
| Mężczyźni      | Mężczyźni                                                                   | Mężczyźni                                                                   | Mężczyźni | Mężczyźni |
| -------------- | --------------------------------------------------------------------------- | --------------------------------------------------------------------------- | --- | --------- |
| Gra pojedyncza | Conrrado Moscoso                                                            | Mario Mercado                                                               | José Daniel Ugalde Carlos Keller                                                                                    |           |
| Gra podwójna   | Boliwia · Conrrado Moscoso · Roland Keller                                  | Kolumbia · Mario Mercado · Sebastián Franco                                 | Ekwador · José Daniel Ugalde · Juan Francisco Cueva Chile · Francisco Troncoso · Rodrigo Salgado                    |           |
| Drużynowo      | Boliwia · Carlos Keller · Conrrado Moscoso · Kadim Carrasco · Roland Keller | Kolumbia · Mario Mercado · Sebastián Franco · Set Cubillos                  | Ekwador · Christian Chávez · José Daniel Ugalde · Juan Francisco Cueva Chile · Francisco Troncoso · Rodrigo Salgado |           |
| Kobiety        |                                                                             |                                                                             | |           |
| Gra pojedyncza | María José Vargas                                                           | Yasmine Sabja                                                               | Carla Muñoz Cristina Amaya                                                                                          |           |
| Gra podwójna   | Argentyna · María José Vargas · Natalia Méndez                              | Boliwia · Jenny Daza · Stefanny Barrios                                     | Kolumbia · Cristina Amaya · María Carolina Gómez Ekwador · Ana Lucía Sarmiento · María José Muñoz                   |           |
| Drużynowo      | Argentyna · María José Vargas · Natalia Méndez                              | Boliwia · Jenny Daza · Stefanny Barrios · Valeria Centellas · Yasmine Sabja | Kolumbia · Cristina Amaya · María Carolina Gómez Ekwador · Ana Lucía Sarmiento · María José Muñoz · María Paz Muñoz |           |